# Hippocephala dimorpha
Hippocephala dimorpha är en skalbaggsart som beskrevs av J. Linsley Gressitt 1937. Hippocephala dimorpha ingår i släktet Hippocephala och familjen långhorningar. Inga underarter finns listade i Catalogue of Life.